# Sarah Kate Ellis
Sarah Kate Ellis, née le 27 novembre 1971, est une directrice média et militante pour les droits LGBT étasunienne. Ouvertement lesbienne, elle est depuis 2014 la présidente-directrice générale de GLAAD, association étasunienne luttant pour les droits des personnes LGBT.

## Biographie

### Jeunesse et formation
Sarah Kate Ellis nait et grandit à Staten Island, dans la ville de New York, avec son frère aîné Spencer et ses parents Barbara et Ken Ellis. Elle est scolarisée à la Staten Island Academy (en). 
Durant ses études au Russell Sage College (en), Sarah Kate Ellis mène une campagne médiatique pour s'opposer à la tentative de l'administration de l'école de fermer le seul centre d'accueil pour femmes du campus. Pendant sa dernière année à l'université, elle fait son coming out en tant que lesbienne. Elle est diplômée en 1993 en sociologie et en études des femmes.

### Carrière médiatique
Sarah Kate Ellis commence sa carrière dans les médias en 1995. Elle travaille d’abord dans l’entreprise de médias de masse Condé Nast, à House & Garden (en). Elle rejoint ensuite le magazine New York en tant que manager senior, puis In Style en tant que directrice. Sarah Kate se spécialise en marketing et obtient des postes de direction. Après son passage chez In Style, elle lance et dirige le redressement de Real Simple (en), puis elle supervise dix marques de groupe lifestyle chez Vogue.
De 2008 à 2013, elle est coprésidente de OUT at Time Inc., le groupe de ressources pour les employés LGBT de l'entreprise, où elle dirige un programme visant à mettre en lumière la diversité de la communauté LGBT.

### Activisme pour les droits LGBT
Sarah Kate Ellis commence son activisme en 1992, lorsqu'elle participe à une manifestation à Washington pour soutenir les droits des femmes. Elle manifeste à nouveau en 1993 pour soutenir les droits des personnes LGBT.
Le 1er janvier 2014, Sarah Kate Ellis devient présidente-directrice générale de GLAAD, une association américaine qui œuvre pour faire progresser les droits des lesbiennes, gays, bisexuels et transgenres (LGBT) par le biais des médias,. L'une des premières campagnes menées par Ellis au sein de GLAAD est la manifestation de l'organisation en 2014 contre le défilé de la Saint Patrick à New York (en), qui l'interdit l'accès à des participants lesbiens et gays. Dans un article publié dans le New York Daily News, Ellis appelle les organisateurs du défilé à mettre fin à cette interdiction, en mettant en avant son héritage irlando-américain et son orientation sexuelle.
En 2015, Sarah Kate Ellis est nommée dans la liste annuelle OUT100 des personnes LGBTQ+ les plus influentes et les plus marquantes du magazine OUT. En 2023, le magazine TIME l'inclut dans sa liste annuelle Time 100 des personnes les plus influentes, et en 2024, elle apparait dans la liste des 50 femmes de plus de 50 ans du magazine Forbes. 
En janvier 2024, au nom de GLAAD, Sarah Kate Ellis reçoit un Governors Award lors de la 75e cérémonie des Primetime Emmy Awards de l'Academy of Television Arts & Sciences, récompensant le travail de GLAAD « over nearly four decades to secure fair, accurate and diverse representation of the LGBTQ community in the media and entertainment industries and to advocate for LGBTQ equality » (« pendant près de quatre décennies pour garantir une représentation juste, précise et diversifiée de la communauté LGBTQ dans les industries des médias et du divertissement et pour défendre l'égalité LGBTQ »).

#### Controverse
En août 2024, Sarah Kate Ellis et GLAAD font l'objet d'un rapport du New York Times, qui dénonce des remboursements par l'organisation du « pattern of lavish spending » (« modèle de dépenses somptuaires ») d'Ellis, incluant des voyages de luxe, les rénovations de son domicile et la location de résidences de vacances. En réponse, GLAAD publie une déclaration défendant son engagement envers Ellis et les paiements effectués pour couvrir ses dépenses professionnelles. Dans un éditorial ultérieur du Washington Blade, Zeke Stokes, l'ancien vice-président de GLAAD, conteste le reportage du New York Times, qu'il qualifie de mensonger.
Dans une interview accordée au magazine Variety en octobre 2024, Sarah Kate Ellis défend que l'article du Times manquait de contexte. Elle lui reproche également de ne pas mentionner le fait que GLAAD était engagée dans une campagne pluriannuelle contre le Times, en raison de sa couverture des questions liées aux soins médicaux d'affirmation du genre.

### Vie privée
En 2011, Sarah Kate Ellis épouse Kristen Henderson (en), cofondatrice du groupe de rock féminin Antigone Rising (en). Leur mariage est la première cérémonie officielle d'un mariage homosexuel dans l'Église épiscopale de l'État de New York après l'adoption du Marriage Equality Act (en) de l'État. En 2013, le couple pose pour la couverture intitulée « Gay Marriage Already Won » du magazine Time.
Ellis et Henderson rédigent ensemble leurs mémoires communes, intitulées Times Two, Two Women in Love and the Happy Family They Made, publiées en 2011. Ce témoignage raconte leurs grossesses simultanées et leur expérience de la maternité. Il est nommé pour un Stonewall Book Award. En 2023, le couple publie un livre pour enfants intitulé All Moms.
Avant son mandat à GLAAD, Ellis et sa femme apparaissent dans une section spéciale du New York Times Style sur le mariage homosexuel après sa légalisation dans l'État de New York. Une série web documentaire en trois parties du Huffington Post, intitulée « Here Come the Brides », est réalisée sur leur parcours. Elles sont désignées comme l'un des « couples les plus captivants » (Most Captivating Couples) de 2012 par le magazine GO.